# وزیرآباد (دره‌شهر)
وزیرآباد (دره‌شهر)، روستایی از توابع بخش مرکزی شهرستان دره‌شهر در استان ایلام ایران است.

## جمعیت
این روستا در دهستان زرین‌دشت قرار دارد و براساس سرشماری مرکز آمار ایران در سال ۱۳۸۵، جمعیت آن ۶۰۳ نفر (۱۱۷خانوار) بوده‌است.